# برق (قنبلة)
برق هي رمانة بندقية [الإنجليزية] مضادة للأفراد، استخدمتها سرايا القدس لأول مرة خلال الحرب الفلسطينية الإسرائيلية في 5 فبراير 2023 عبر إطلاقها من قاذف قنابل مُثبت على بندقية زاستافا أم 70 خلال القتال الدائر بمحاور خان يونس.